# No life
Cet article concerne le terme anglais. Pour la chaîne du même nom, voir Nolife (chaîne de télévision).
Un no life (de l'anglais « no life », littéralement « pas de vie » ou « sans vie ») est une personne ayant une vie sociale réduite dans le monde des vivants et qui compense l'absence de cette dernière par des activités solitaires relevant généralement de la cyberdépendance. Le qualificatif sous-tend habituellement un repli sur soi associé à une dépendance au jeu vidéo et aux réseaux sociaux. Il peut, plus rarement et par extension, désigner une personne qui pratique de manière excessive des loisirs non virtuels, voire son travail, au détriment de sa vie sociale.

## Origine
Beaucoup de no life passent le reste de leur temps libre à leur ordinateur sans que cela affecte pour autant, à leurs yeux, leur personnalité et leur vie sociale de manière dangereuse. Pour eux, le jeu est un loisir comme un autre, et le terme no life, dans les jeux vidéo, est perçu comme une banalité. Cependant, selon certains psychanalystes, les accros du virtuel souffriraient tous d'une image de soi défaillante et cette addiction jouerait le rôle d'antidépresseur.

## Causes
Les causes de cette évolution peuvent être multiples, elle peut être notamment due à un important mal être social, un refus d'affronter les différentes pressions auxquelles sont soumis la plupart des individus (éducation, examens, travail) ou alors se rendre compte que la société va mal, comme la passion pour l'argent, la religion ou le sexe et finalement essayer de trouver une troisième voie. Dans les sociétés modernes, certaines personnes plus fragiles émotionnellement (notamment les adolescents) ne supportent pas l'évaluation arbitraire permanente dont elles sont l'objet et préfèrent s'isoler. Les jeux vidéo, le travail ou la passion peuvent être une porte de sortie, un moyen de s'isoler et d'éviter cette pression. Ils agissent alors à la manière d'un antidépresseur permettant de fuir son corps et l'environnement réel à la suite d'un choc émotionnel (par exemple une rupture amoureuse), et évitant ainsi les pensées suicidaires jusqu'à retrouver une saine estime de soi dans un milieu protégé. Le phénomène touche davantage les personnes portant un faible intérêt à leur horizon professionnel, mais selon le cas ce peut être une fuite ou un refuge.
D'autres causes peuvent être évoquées :
- les systèmes de récompense des jeux vidéo établis de manière à entrainer une dépendance lourde au jeu vidéo[2], et ce, par le truchement de la compétition et de la reconnaissance sociale entre les joueurs, ou par le biais de l'augmentation de la difficulté ou du temps nécessaire à l'obtention d'améliorations envisageables appâtant les joueurs soucieux de se perfectionner (rareté des objets). Tout ceci est caractéristique des jeux dits sans fin ;
- l'existence de systèmes formels et informels de réputation, très importants aux yeux des joueurs, qui va privilégier, entre autres, une disponibilité importante des joueurs[2] et sera un critère d'admissibilité dans de nombreuses guildes ;
- le goût de parader, d'afficher son avancée virtuelle (titres, équipement, richesses en « points ») ;
- la tendance générationnelle croissante à privilégier les divertissements et activités à domicile au détriment de celles qui s'effectuent à l'extérieur[5]. Certains parlent même d'expériences physiques lorsqu'ils vivent des événements virtuels socialisants (par exemple se promener ou pêcher avec un ami par le biais des avatars)[6] ;
- l'aliénation possible entre l'internaute et l'avatar, intermédiaire mais seul dépositaire du regard de l'autre. Cette interdépendance présente un danger connu des psychologues[3],[6].

L'univers virtuel étant idéal pour favoriser son narcissisme, l'avatar devient un moyen d'être reconnu et aimé sans être attaquable dans la vie réelle. Les no life s'investissent lourdement dans la recherche d'échanges, de relations, qui ne pourront pas leur causer de souffrances ou remettre en cause l'image qu'ils ont d'eux-mêmes. C'est l'aspect « social » virtuel, puisque les joueurs sont anonymes et peuvent donc se faire passer pour ce qu'ils ne sont pas, à l'abri derrière leur écran et leur skin (apparence virtuelle et idéale de leur personnage). Néanmoins, plus rarement, certains joueurs peuvent créer des liens dans leur vie virtuelle (à la suite d'aventures en commun, par exemple), qui seront transférés dans la « vie réelle » : certains adeptes de ces jeux se rencontrent réellement et deviennent amis dans la vraie vie (IRL, in real life, par opposition aux rencontres dites virtuelles, ou I.G., c'est-à-dire in game).

## Conséquences
Les concepteurs de jeux sont conscients du caractère addictif de leurs créations. Un exemple parmi d'autres : les FPS (First Person Shooter, jeu de tir à la première personne) les plus récents, comportent ces éléments, où le joueur acquiert dans les parties en ligne sur internet des niveaux lui permettant d'obtenir de nouvelles armes, aptitudes, objets, etc. La raison est simple : ces jeux-là sont bien plus rentables.

## Description
Certains no life apportent leurs contributions à la qualité de l'environnement virtuel des jeux multijoueurs, car leur expérience du jeu et leur implication est, a priori, plus grande que celle des autres joueurs (rapport temps/connaissance) ; ils peuvent éventuellement jouer le rôle de modèles à suivre dans leur communauté en acceptant de s'en tenir à une étiquette stricte, en accédant à des pouvoirs de modération, ou en aidant les nouveaux joueurs à se familiariser dans un nouvel univers. Le fait qu'ils passent beaucoup de temps dans ces environnements virtuels et qu'ils les apprécient démesurément les rend plus soucieux de leur évolution.
D'un autre côté, le no life apporte peu à la société, il consomme, mais parfois il ne travaille ni n'étudie pendant de longs mois. Son énergie est accaparée par un ou plusieurs passe-temps qui, dans la mesure où la construction d'un avatar est une entreprise qui n'a pas de conséquence directe sur le monde réel, peuvent s'avérer peu constructifs pour son développement personnel. C'est pour ces raisons que le no life peut être la cible de moqueries de la part des individus ayant un mode de vie plus équilibré. La pratique des jeux vidéo est un exercice plus ou moins intellectuel et visuel qui peut avoir des conséquences plus ou moins bénéfiques dans le développement personnel d'un joueur, mais de toute évidence, les biens virtuels ainsi que les compétences développées dans un jeu vidéo sont difficilement exploitables dans la vie réelle.